# Stor-Skarrtjärnen
Stor-Skarrtjärnen är en sjö i Örnsköldsviks kommun i Ångermanland och ingår i Gideälvens huvudavrinningsområde.